# Elva, Estland
För andra betydelser, se Elva (olika betydelser).
Elva är en stad (estniska: linn) som utgör en egen kommun (stadskommun) i landskapet Tartumaa i sydöstra Estland. Staden ligger ungefär 170 km sydost om huvudstaden Tallinn. På tyska har staden haft namnet Elwa. Elva fick stadsrättigheter 1 maj 1938. Bebyggelsen ökade efter byggandet av järnvägen Tartu-Riga och ortens järnvägsstation 1889. Sedan dess har Elva utvecklats till kur- och semesterort. 

## Geografi
Staden Elva ligger vid vattendraget Elva jõgi och gränsar till Konguta kommun i nordväst, Nõo kommun i öster samt Rõngu kommun i söder. Terrängen runt Elva är huvudsakligen platt. Elva ligger nere i en dal. Runt Elva är det glesbefolkat, med 15 invånare per kvadratkilometer. Elva är det största samhället i trakten. I omgivningarna runt Elva växer i huvudsak blandskog.

### Karta

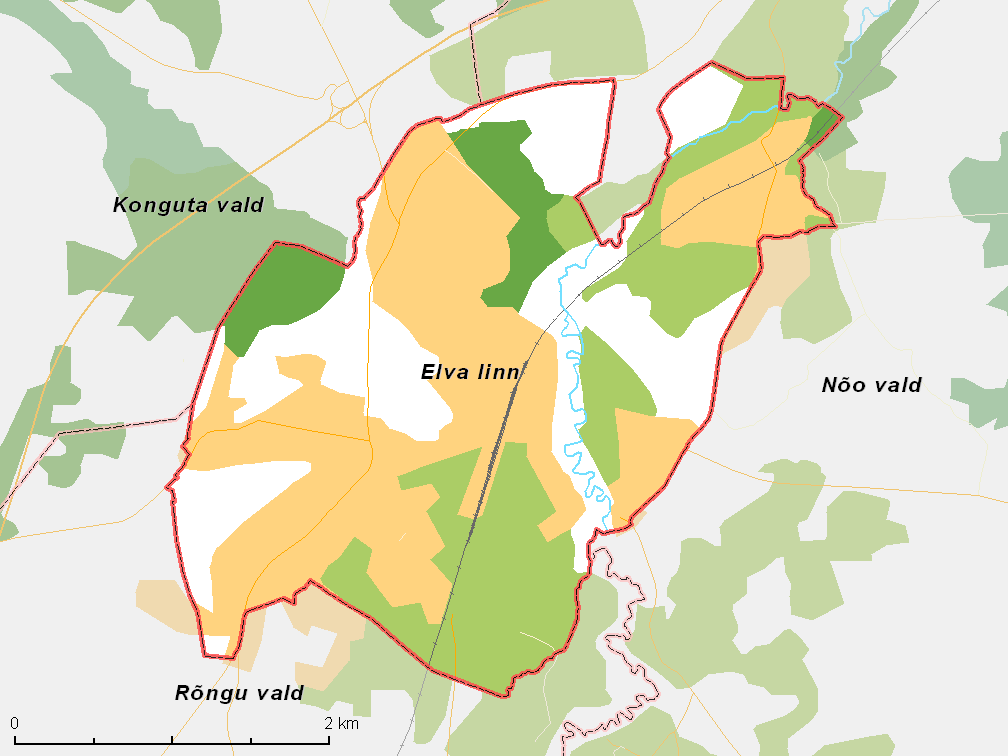
Översiktlig karta över staden.

### Klimat
Trakten ingår i den hemiboreala klimatzonen. Årsmedeltemperaturen i trakten är 3 °C. Den varmaste månaden är juli, då medeltemperaturen är 18 °C, och den kallaste är februari, med −12 °C.

## Galleri

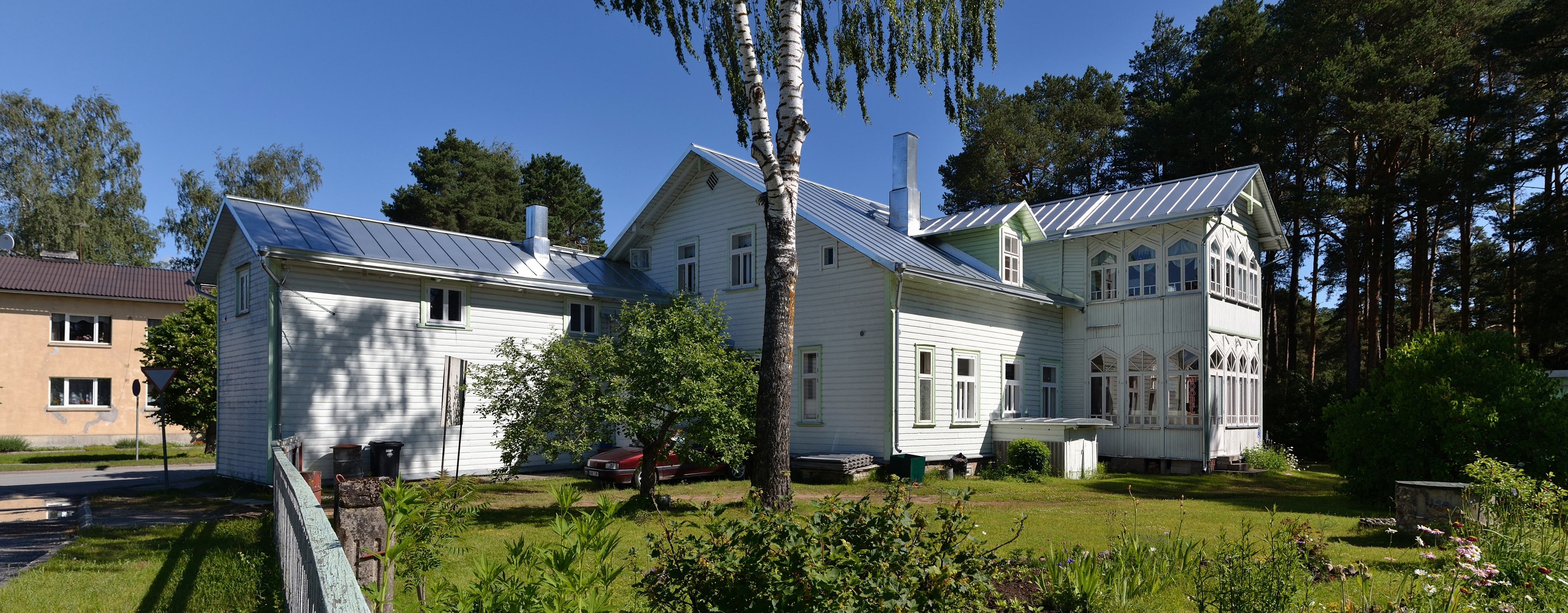
Apotekshuset
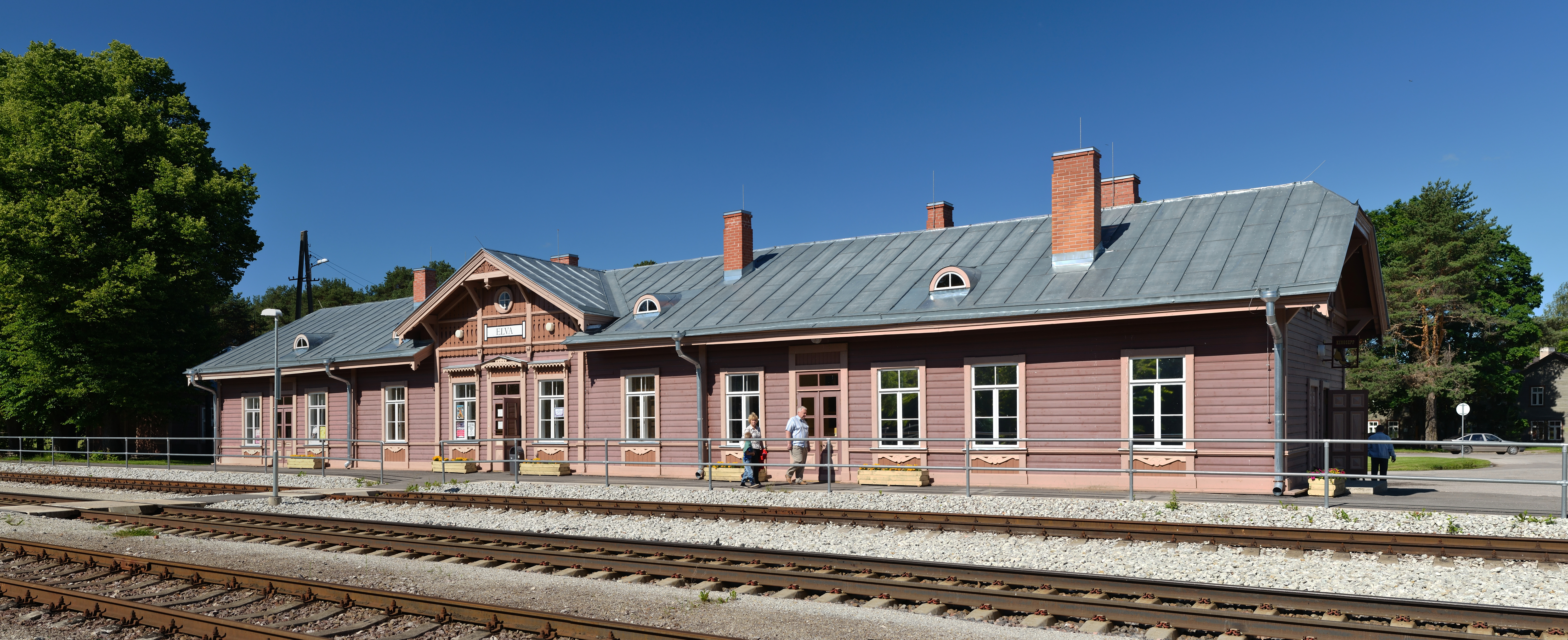
Järnvägsstationen
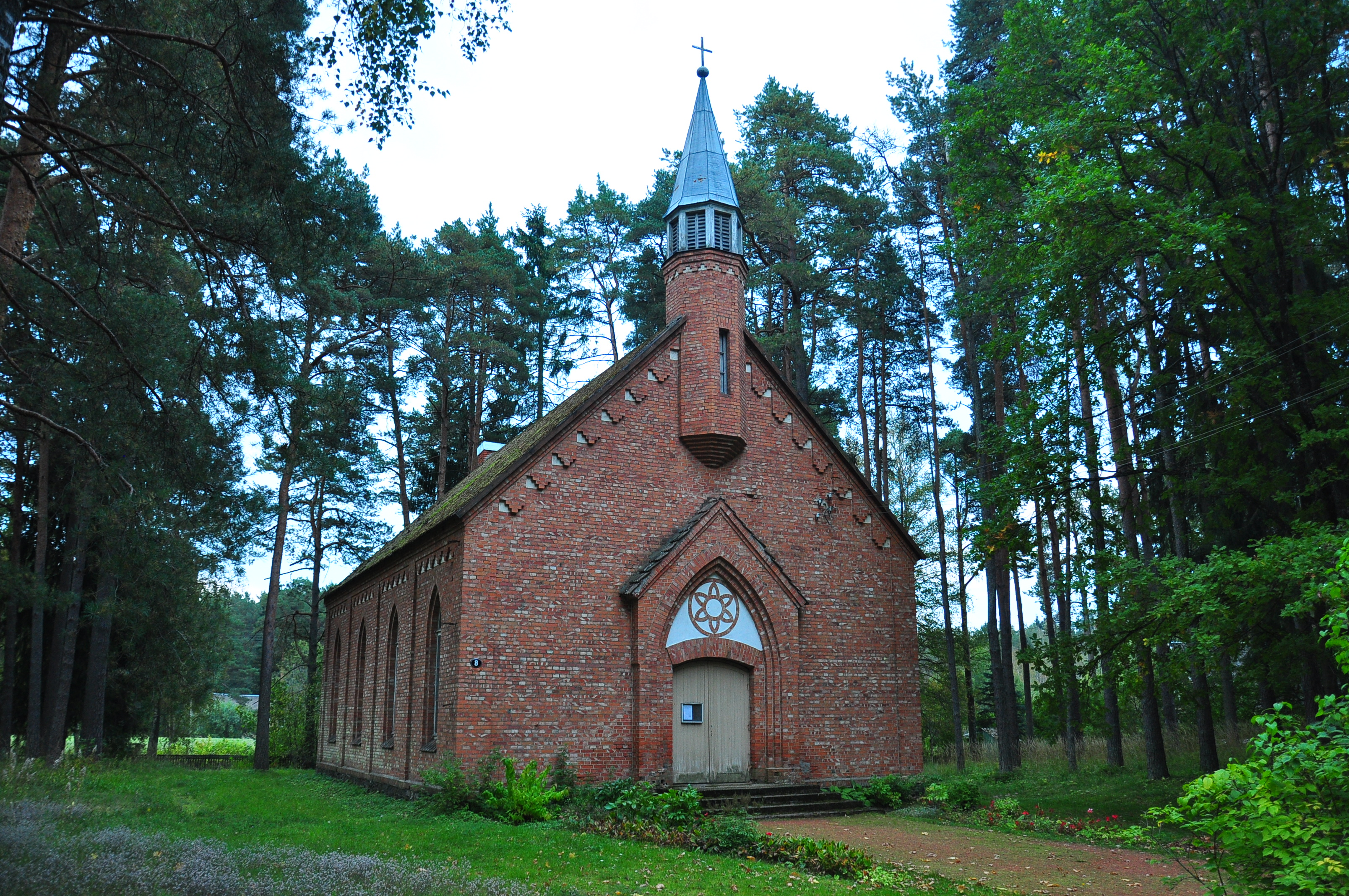
Kyrkan